# Littérature pakistanaise

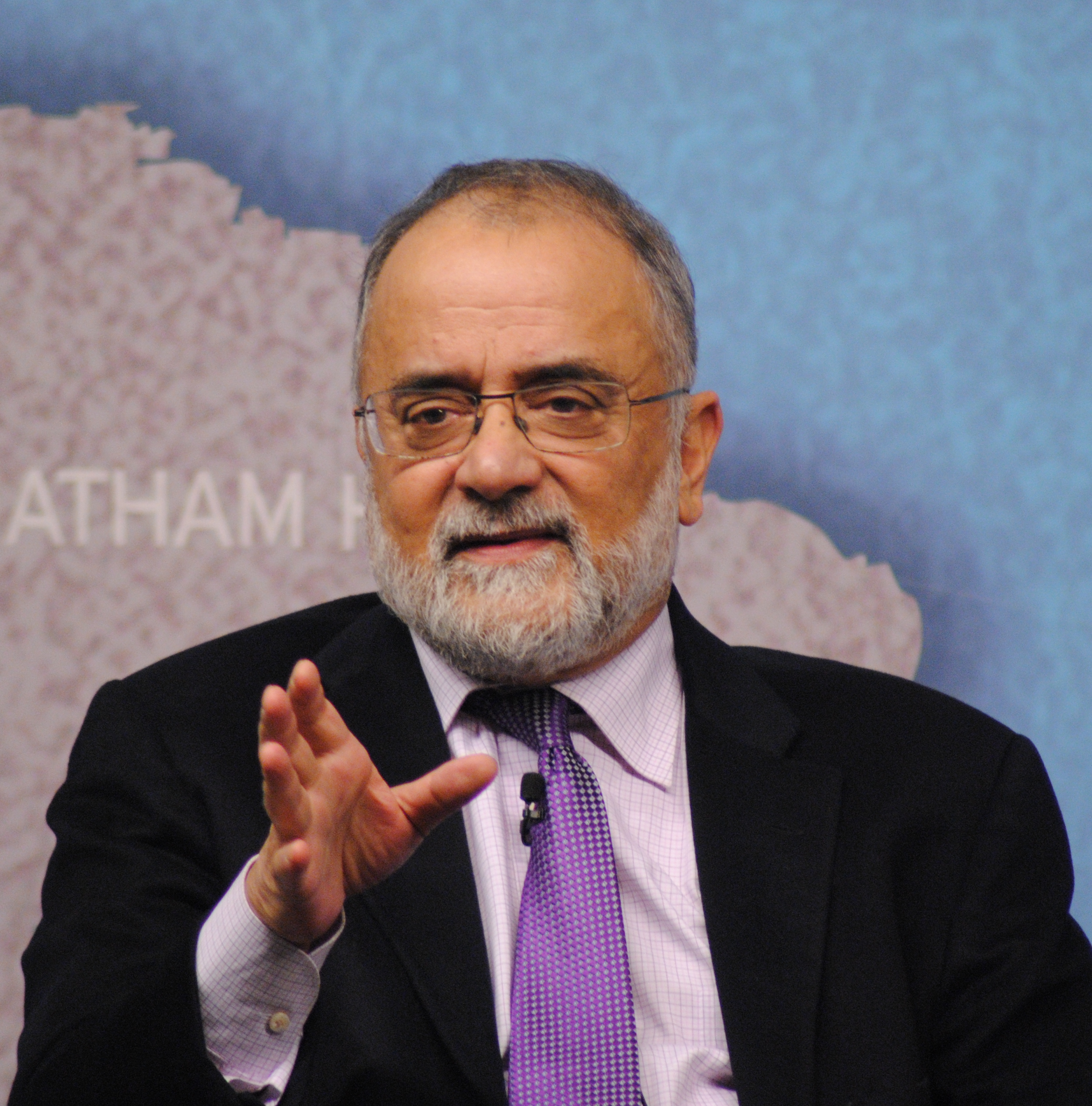
Ahmed Rashid, journaliste et écrivain anglo-pakistanais (2014)

La littérature pakistanaise est la littérature écrite au Pakistan depuis la séparation, d'avec l'Inde en 1947 et du Bangladesh en 1972.
Parmi les langues du Pakistan (langues au Pakistan et dialectes), deux sont officielles : anglais, ourdou (langue véhiculaire).
La littérature pakistanaise est issue des traditions littéraires musulmanes de l’Empire moghol et de l’Inde britannique, principalement en langue persane après l’an 1000.
La littérature pakistanaise d'aujourd'hui est produite dans les langues pakistanaises les plus importantes (principalement indo-iraniennes) : ourdou, pendjabi, sindhi, saraiki, lahnda, hindko, baloutchi , pachto, cachemiri... et en anglais et en brahoui (langue dravidienne).
L'ourdou est la langue littéraire classique, étroitement liée à l'hindi.
La langue des immigrants musulmans de 1947 est le pendjabi, désormais la langue la plus parlée au Pakistan, à près de 40 %.
La littérature pakistanaise récente est considérée comme hautement politisée et critique parfois l’islam politique.

## Littératures
- Littérature en ourdou (en), Wali Mohammed Wali (en) (1667-1707), Mirza Ghalib (1797-1869)
- Littérature en punjabi (en), Cheikh Farid (1175-1265), Nanak Singh (en) (1897-1961), Amrita Pritam (1919-2005)
- Littérature en pashtou (en), Khushal Khattak (1613-1689)
- Littérature en sindhi (en), Shah Abdul Latif Bhittai (en) (1690-1752), Sachal Sarmast (en) (1739-1827), Mirza Kalich Beg (en) (1853-1929)
- Littérature en saraiki (en), Khwaja Ghulam Farid (1845-1901), Mehr Abdul Haq (1915-1995), Ismail Ahmedani (1930-2017), Akbar Makhmoor (1956-2017)
- Littérature du Cachemire (en), Lalleshvari (1320-1392), Nund Rishi (1377-1436), Rupa Bhawani (1621-1721), Arnimal, Mahmud Gami, Maqbool Shah Kralawari, Ghulam Rasool Nazki
- Littérature pakistanaise en anglais (en)
- Littérature en gujarati (en)
- Littérature Khowar

## Écrivains
- Mirza Ghalib (1797-1869), en ourdou
- Mohamed Iqbal (1877-1938)
- Sulaiman Nadvi (1884-1953)
- Hasan Shaheed Suhrawardy (1890-1965)
- Manazir Ahsan Gilani (1892-1956)
- Rasheed Ahmad Siddiqui (en) (1892-1977)

### 1900
- Ahmed Ali (écrivain) (1910-1994)
- Faiz Ahmed Faiz (1911-1984)
- Ahmad Nadeem Qasmi (1916-2006)
- Maki Kureishi (en) (1927-1995)
- Harbans Bhalla  (1930–1993), écrivain, poète, philosophe et érudit, en persan, shahmukhi et ourdou
- Daud Kamal (en) (1935-1987)
- Zulfikar Ghose (en) (1935-2022)
- Bapsi Sidhwa (1938-)
- Ifti Nasim (1946-2011)

### 1950
- Alamgir Hashmi (en) (1951-)
- Alamgir Hashmi (1951-), britannique
- Alamgir Hashmi (1951-)
- Sara Suleri Goodyear (1953-2022)
- Hanif Kureishi (1954-), britannique
- Daniyal Muenuddin (1963-)
- Mohammed Hanif (1964-)
- Nadeem Aslam (1966-)
- Uzma Aslam Khan (1969)
- Mohsin Hamid (1971-)
- H. M. Naqvi (1973-)
- Kamila Shamsie (1973-)
- Malala Yousafzai (1997-)
- Saadat Hasan Manto
- Khalid Hasan

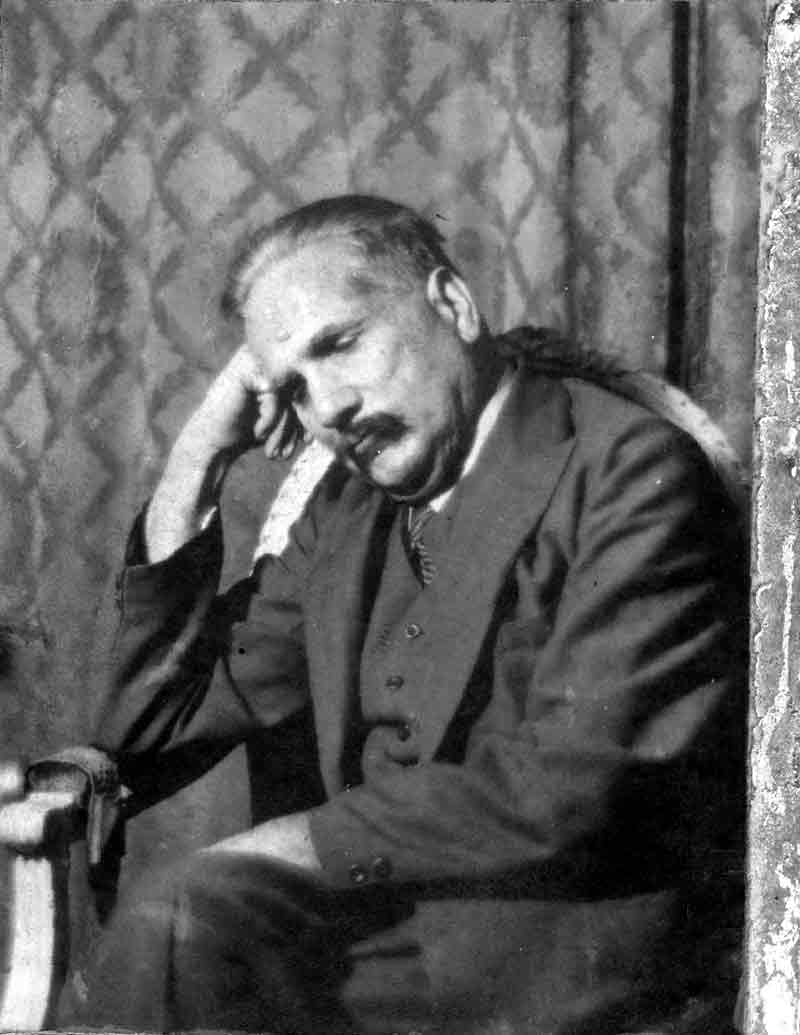
Mohamed Iqbal
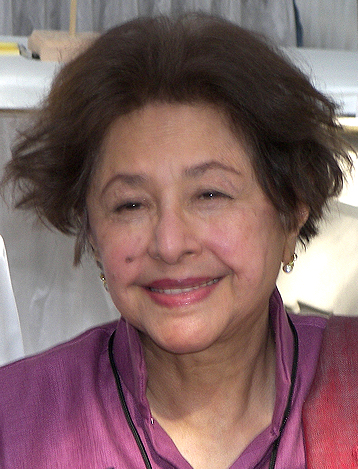
Bapsi Sidhwa
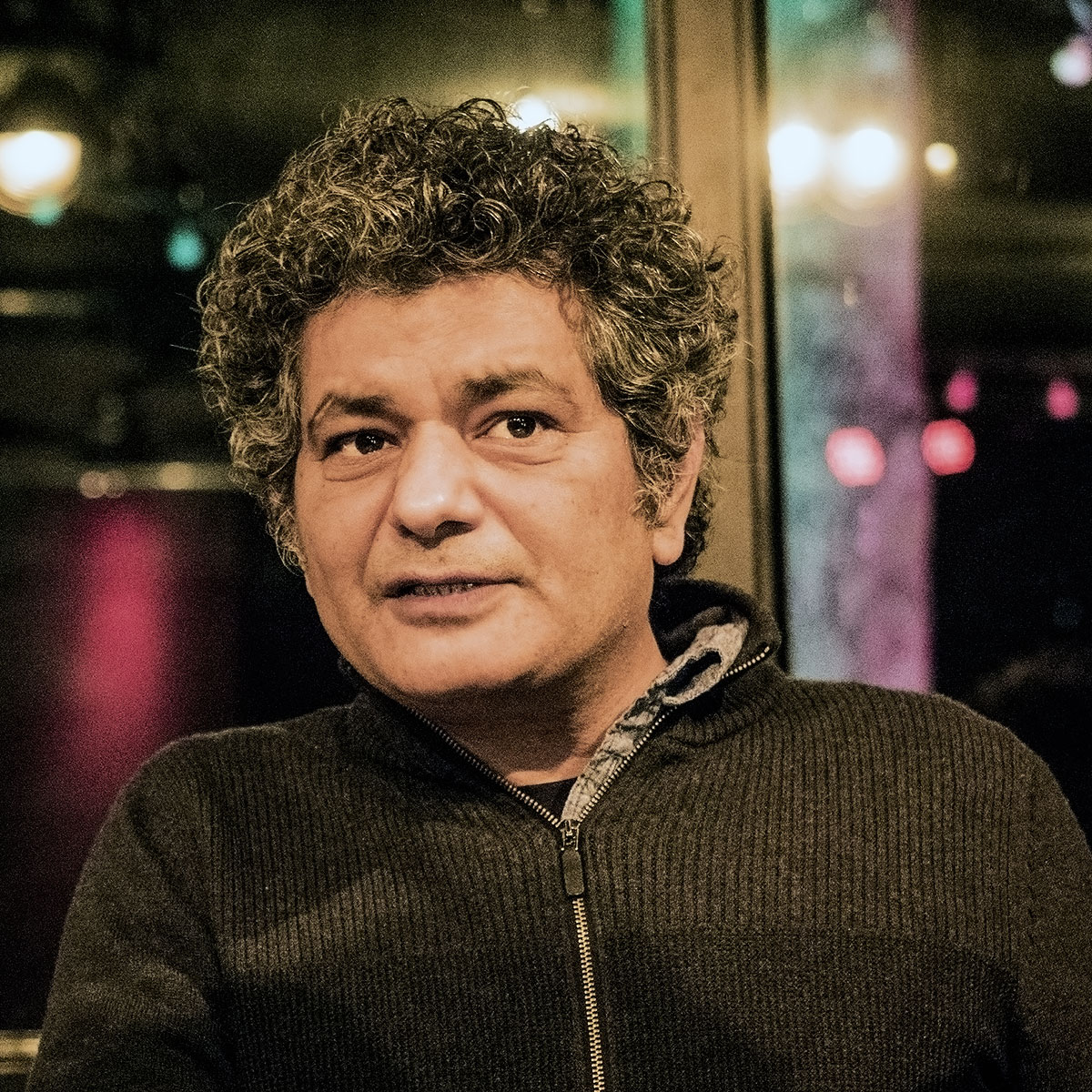
Mohammed Hanif
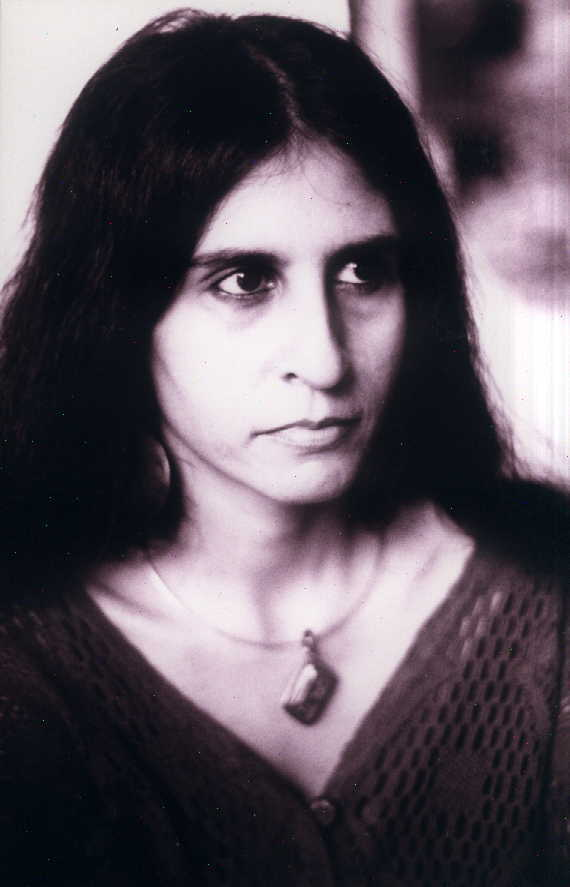
Uzma Aslam Khan
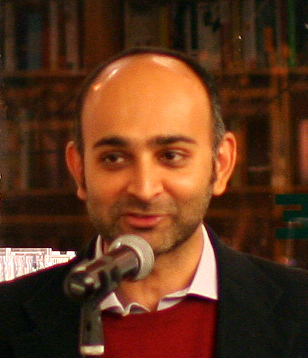
Mohsin Hamid
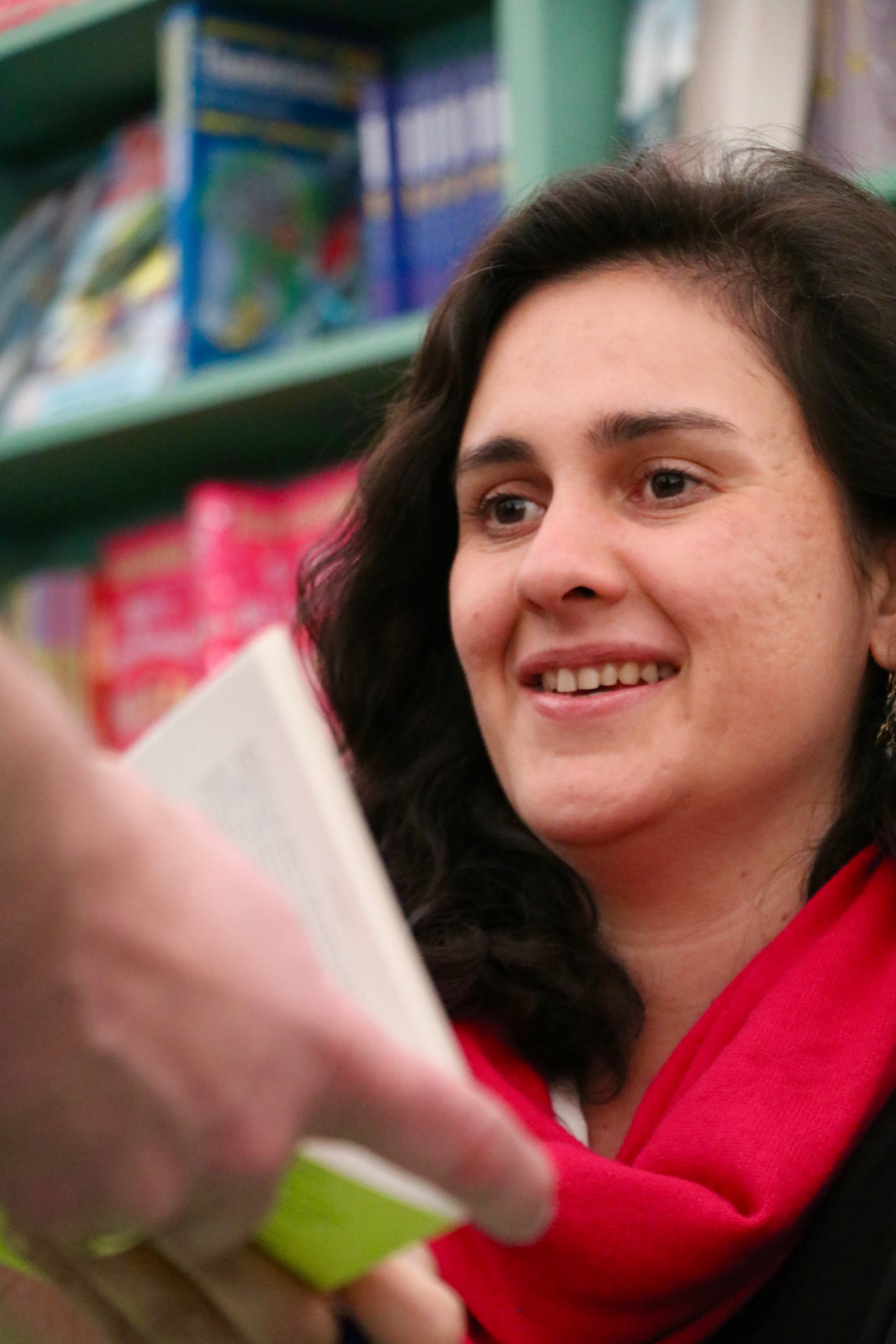
Kamila Shamsie
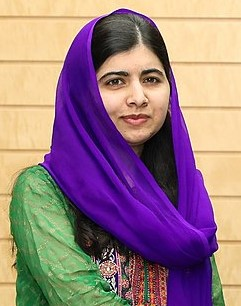
Malala Yousafzai

## Exemples
- اورنگزیب عالمگیر
- رتبیتوڈزیاگننئامییپاخؿ